# Wieża ciśnień przy parowozowni w Skierniewicach
Wieża ciśnień – wieża wodna znajdująca się w Skierniewicach na terenie parowozowni. Wieża wybudowana prawdopodobnie w 1858 roku, powiększona w 1871 r. Wieża posiadała dwa zbiorniki o tej samej pojemności 141,6 m³ wody wraz z przepompownią. Wieża spełniała funkcję przez 99 lat.
Obiekt zachowany do dziś, potocznie nazywany łaźnią przy moście kolejowym nad rzeką Łupią - Skierniewką.